# Дело Эстона Кохвера
Дело Э́стона Ко́хвера — задержание и суд в России сотрудника полиции безопасности Эстонии (КАПО) по обвинению в контрабанде, незаконном хранении оружия и шпионаже в пользу Эстонии и связанные с ним события.

## Эстон Кохвер
Родился в 1971 году в городе Йыхви (Эстонская ССР). В 1991 году окончил Ныммескую школу милиции, в 1996 году — Академию МВД Эстонии. В 1996 году поступил на службу в КАПО. Занимал должность комиссара полиции. Занимался профилактикой терроризма и экстремизма, в том числе препятствованием незаконной деятельности левых и правых радикалов. В 2011 году он вместе с другими офицерами КАПО и представителями министерства иностранных дел Эстонии принимал участие в попытках освобождения похищенных в Ливане семерых эстонских велосипедистов. Спортсмены были освобождены и вернулись на родину. В 2010 году был награждён Орденом Орлиного креста V степени.
Владеет русским и эстонским языками. Женат, четверо детей.

### Арест и заключение в России
5 сентября 2014 г. эстонские власти заявили, что на границе с Псковской областью России, близ пограничного пункта Лухамаа, на территории Эстонии сотрудник полиции безопасности Эстон Кохвер был похищен вооруженными неизвестными.
По данным эстонских властей, Кохвер был задержан в момент проведения операции по предотвращению преступления на границе.
В свою очередь, ФСБ России заявила о том, что сотрудник полиции безопасности Эстонии был задержан на российской стороне границы при проведении агентурной операции. При этом, отмечалось, что у него были изъяты пистолет «Таурус» с патронами, 5 тысяч евро, спецтехника для осуществления скрытой аудиозаписи, а также материалы, которые имеют «характер разведывательного задания».
Лефортовский суд Москвы 6 сентября санкционировал арест Кохвера на два месяца. 11 сентября Кохверу было предъявлено обвинение в шпионаже. Он содержался в следственном изоляторе в Лефортово.
12 сентября пресс-секретарь главы дипломатии ЕС Кэтрин Эштон призвала Россию немедленно освободить Кохвера и вернуть его в Эстонию. Действия российской стороны в отношении Кохвера были названы противоправными и нарушающими принцип неприкосновенности границ.
12 марта 2015 г. Европейский парламент принял резолюцию по поводу убийства Бориса Немцова, в которой также содержится призыв к российским властям освободить Эстона Кохвера.
На суде Кохвер не признал предъявленные ему обвинения, однако его адвокат Марк Фейгин заявил, что его подопечный заключил сделку со следствием, признав вину по делу о шпионаже. 19 августа Кохвер был приговорён Псковским областным судом к 15 годам заключения с отбыванием наказания в колонии строгого режима, а также к штрафу в 100 тысяч рублей. Приговор не был обжалован и вступил в силу 3 сентября 2015 года.
Министерство иностранных дел Эстонии резко осудило решение российского суда, заявив, что «похищение Кохвера с территории Эстонской Республики сотрудниками ФСБ 5 сентября прошлого года и последовавшее противоправное удержание его в России — это грубое нарушение международного права и прав человека». Евросоюз, США, Украина также осудили приговор, сочтя его нарушением международного права. МИД Литвы сравнил ситуацию с эстонским офицером с делом украинской летчицы Надежды Савченко.
Директор Балтийского центра исследований России Владимир Юшкин в августе 2015 года высказывал убеждённость, что Кохвера обменяют на бывшего сотрудника КАПО Алексея Дрессена, осуждённого в Эстонии по обвинению в шпионаже в пользу России (через месяц этот обмен действительно произошёл). Председатель парламентской комиссии по государственной обороне Эстонии Марко Михкельсон также заявлял, что Кохвер может быть досрочно освобождён по амнистии или обмену.
Одним из следствий конфликта вокруг дела Кохвера стало решение Эстонии возвести на границе с Россией заграждения. Директор Центра исследований в области безопасности и стратегии Латвийской национальной военной академии Янис Берзиньш считает, что «эстонцы также хотят укрепить свою границу, чтобы было невозможно похищать на их территории граждан Эстонии, как это произошло с Эстоном Кохвером». Кроме того, запланировано усиление охраны границы вооружённым спецназом.

### Обмен и освобождение
26 сентября 2015 года в Псковской области на мосту через реку Пиузу на границе с Эстонией произошёл обмен Эстона Кохвера на Алексея Дрессена. Дрессен, бывший офицер департамента полиции безопасности МВД Эстонии, судом Эстонии в 2012 году был признан виновным в передаче секретных сведений ФСБ России и приговорён к 16 годам тюремного заключения. По мнению вице-президента Ассоциации ветеранов группы спецназа «Вымпел» Владимира Грибова, операция по захвату Эстона Кохвера изначально была спланирована ФСБ с целью обмена на Дрессена.
С октября 2015 года Кохвер вновь приступил к работе в полиции безопасности.